# Copa Confederación de la CAF 2014
La Copa Confederación de la CAF 2014 es la 11.ª edición del segundo torneo de fútbol a nivel de clubes más importante de África organizado por la CAF y que cuenta con la participación de 53 equipos representantes de todo el continente, dos equipos más que en la edición anterior. El CS Sfaxien, campeón de la edición anterior, no clasificó para defender su título por estar en la Liga de Campeones de la CAF 2014.

## Sistema de Clasificación
Los 56 participantes fueron seleccionados según el Ránkin de la CAF del desempeño de los equipos de las asociaciones miembro en las 5 ediciones anteriores, en donde las 12 mejores clasifican 2 equipos, y las restantes 1 y el campeón de la edición anterior podrá defender su título siempre y cuando no haya clasificado para la Liga de Campeones de la CAF. Como resultado, se supone que participarían un máximo de 69 equipos (eso sin contar a los 8 equipos de la Liga de Campeones de la CAF eliminados en la segunda ronda), algo que jamás ha sucedido.
Para la Copa Confederación de la CAF 2014 el Ránkin se basará en las ediciones entre 2008 y 2013, el cual calcula el desempeño de los representantes de cada asociación entre esos años. El criterio es el siguiente:
|                      | Champions League | Confederation Cup |
| -------------------- | ---------------- | ----------------- |
| Campeón              | 5 pts            | 4 pts             |
| Finalista            | 4 pts            | 3 pts             |
| Semi-finalistas      | 3 pts            | 2 pts             |
| 3º en fase de grupos | 2 pts            | 1 pt              |
| 4º en fase de grupos | 1 pt             | 1 pt              |

Los puntos se multiplican por el coeficiente según el año así:
- 2012 – 5
- 2011 – 4
- 2010 – 3
- 2009 – 2
- 2008 – 1

## Participantes
Los equipos en Negrita clasifican directamente a la Primera Ronda.
| País                                           | Club                                           | Método de Clasificación                                    |
| Países que Clasifican 2 Equipos (Puestos 1–12) | Países que Clasifican 2 Equipos (Puestos 1–12) | Países que Clasifican 2 Equipos (Puestos 1–12)             |
| ---------------------------------------------- | ---------------------------------------------- | ---------------------------------------------------------- |
| Túnez (1º – 90 pts)                            | Étoile du Sahel                                | 3º Lugar del Tunisian Ligue Professionnelle 2012/13        |
| Túnez (1º – 90 pts)                            | CA Bizertin                                    | Campeón de la Tunisian Cup 2013                            |
| Egipto · (2º – 70 pts)                         | Ismaily                                        | 3º Lugar de la Egyptian Premier League 2010/11 1           |
| Egipto · (2º – 70 pts)                         | Wadi Degla                                     | Finalista de la Egypt Cup 2012/13                          |
| Nigeria (3º – 63 pts)                          | Bayelsa United                                 | 3º Lugar de la Nigeria Premier League 2013                 |
| Nigeria (3º – 63 pts)                          | Warri Wolves                                   | Finalista de la Nigerian FA Cup 2013                       |
| Sudán (4º – 54 pts)                            | Al-Ahly Shendi                                 | 3º Lugar de la Sudan Premier League 2013                   |
| Sudán (4º – 54 pts)                            | Al-Ahli Atbara                                 | 4º Lugar de la Sudan Premier League 2013                   |
| Marruecos (5º – 53 pts)                        | MAS Fez                                        | 3º Lugar de la Botola 2012/13                              |
| Marruecos (5º – 53 pts)                        | Difaa El Jadida                                | Ganador de la Coupe du Trône 2013                          |
| República Democrática del Congo (6º – 48 pts)  | CS Don Bosco                                   | 3º Lugar de la Linafoot 2013                               |
| República Democrática del Congo (6º – 48 pts)  | MK Etanchéité                                  | Ganador de la Coupe du Congo 2013                          |
| Argelia (7º – 40 pts)                          | CS Constantine (único participante)            | 3º Lugar de la Algerian Ligue Professionnelle 1 2012/13    |
| Mali (8º – 31 pts)                             | Djoliba                                        | 3º Lugar de la Malian Première Division 2012/13            |
| Mali (8º – 31 pts)                             | COB                                            | 4º Lugar de la Malian Première Division 2012/13            |
| República del Congo (9º – 20 pts)              | Kondzo                                         | 3º Lugar de la Congo Premier League 2013                   |
| República del Congo (9º – 20 pts)              | CARA Brazzaville                               | 4º Lugar de la Congo Premier League 2013                   |
| Angola (10º – 18 pts)                          | Petro de Luanda                                | Ganador de la Taça de Angola 2013                          |
| Angola (10º – 18 pts)                          | Desportivo da Huíla                            | Finalista de la Taça de Angola 2013                        |
| Camerún (11º – 12 pts)                         | Union Douala                                   | 3º Lugar de la Cameroonian Premier League 2013             |
| Camerún (11º – 12 pts)                         | Young Sports Academy                           | Ganador de la Cameroonian Cup 2013                         |
| Ghana (12º – 11 pts)                           | Ebusua Dwarfs                                  | 3º Lugar de la Ghanaian Premier League 2012/13             |
| Ghana (12º – 11 pts)                           | Medeama                                        | Ganador de la Ghanaian FA Cup 2012/13                      |
| Países que Clasifican un Equipo                |                                                |                                                            |
| Zimbabue (13º – 8 pts)                         | How Mine                                       | Finalista de la Copa de Zimbabue 2013                      |
| Zambia (14º – 7 pts)                           | ZESCO United                                   | Subcampeón de la Zambian Premier League 2013               |
| Costa de Marfil (T-15º – 6 pts)                | ASEC Mimosas                                   | Ganador de la Coupe de Côte d'Ivoire de football 2013      |
| Libia (T-15º – 6 pts)                          | Al-Ahly Tripoli                                | Ganador del Libyan Premier League 2013/14 Group A          |
| Níger (17º – 3 pts)                            | AS NIGELEC                                     | Ganador de la Niger Cup 2013                               |
| Botsuana                                       | Gaborone United                                | Ganador de la Mascom Top 8 Cup 2013                        |
| Burkina Faso                                   | AS SONABEL                                     | Finalista de la Coupe du Faso 2013                         |
| Burundi                                        | Académie Tchité                                | Ganador de la Burundian Cup 2013                           |
| Chad                                           | Aslad Moundou                                  | Ganador de la Chad Cup 2013                                |
| Guinea Ecuatorial                              | The Panthers                                   | Ganador de la Copa Ecuatoguineana 2013                     |
| Etiopía                                        | Defence Force SC                               | Ganador de la Ethiopian Cup 2013                           |
| Gabón                                          | CF Mounana                                     | Ganador de la Coupe du Gabon Interclubs 2013               |
| Gambia                                         | Gamtel                                         | Ganador de la Gambian Cup 2013                             |
| Guinea                                         | CI Kamsar                                      | Finalista de la Guinée Coupe Nationale 2013                |
| Guinea-Bisáu                                   | Estrela de Cantanhez                           | Ganador de la Taça Nacional da Guiné Bissau 2013           |
| Kenia                                          | AFC Leopards                                   | Ganador de la 2013 FKF President's Cup 2013                |
| Liberia                                        | Red Lions FC                                   | Finalista de la Liberian Cup 2013                          |
| Madagascar                                     | ASSM Elgeco Plus                               | Ganador de la Coupe de Madagascar 2013                     |
| Mozambique                                     | Ferroviário da Beira                           | Ganador de la Taça de Moçambique 2013                      |
| Namibia                                        | African Stars                                  | Ganador de la NFA Cup 2013                                 |
| Ruanda                                         | AS Kigali                                      | Ganador de la Rwandan Cup 2013                             |
| Senegal                                        | ASC Diaraf                                     | Ganador de la Senegal FA Cup 2013                          |
| Seychelles                                     | St Michel United                               | Ganador de la Seychelles FA Cup 2013                       |
| Sierra Leona                                   | RSLAF                                          | Subcampeón de la Sierra Leone National Premier League 2013 |
| Sudáfrica                                      | Supersport United FC                           | Finalista de la Nedbank Cup 2012/13                        |
| Sudán del Sur                                  | Al-Malakia                                     | Ganador de la South Sudan National Cup 2013                |
| Tanzania                                       | Azam                                           | Subcampeón de la Tanzanian Premier League 2012/13          |
| Togo                                           | AS Douanes de Lomé                             | Subcampeón del Togolese Championnat National 2013          |
| Uganda                                         | Victoria University                            | Ganador de la Ugandan Cup 2013                             |
| Zanzíbar                                       | Chuoni                                         | Subcampeón de la Zanzibar Premier League 2012/13           |

Notas
1- Originalmente el tercer lugar de la Egyptian Premier League 2012/13 representaría a Egipto en el torneo, pero como el torneo de liga fue cancelado, el tercer lugar de la Egyptian Premier League 2010/11 (última temporada completada) fue el elegido para representar a Egipto.
Las siguientes asociaciones miembro no mandaron representante para esta edición: Benín, Cabo Verde, República Centroafricana, Comoras, Yibuti, Eritrea, Lesoto, Malaui, Mauritania, Mauricio, Réunion, Santo Tomé y Príncipe, Somalia, Suazilandia.
Sin embargo, los 8 equipos perdedores en la Segunda Ronda CAF Champions League 2014 clasifican a una ronda de play-off.

## Calendario
El calendario del torneo fue diseñado en las oficinas centrales de la CAF en El Cairo, Egipto.
| Fase           | Ronda       | Fecha del Sorteo                               | Ida                              | Vuelta                      |
| -------------- | ----------- | ---------------------------------------------- | -------------------------------- | --------------------------- |
| Clasificatoria | Preliminar  | 16 de diciembre de 2013 (Marrakech, Marruecos) | 7–9 de febrero de 2014           | 14–16 de febrero de 2014    |
| Clasificatoria | 1           | 16 de diciembre de 2013 (Marrakech, Marruecos) | 28 de febrero–2 de marzo de 2014 | 7–9 de marzo de 2014        |
| Clasificatoria | 2           | 16 de diciembre de 2013 (Marrakech, Marruecos) | 21–23 de marzo de 2014           | 28–30 de marzo de 2014      |
| Clasificatoria | Play-off    | 1 de abril de 2014                             | 18–20 de abril de 2014           | 25–27 de abril de 2014      |
| Fase de grupos | Fecha 1     | 29 de abril de 2014                            | 16–18 de mayo de 2014            | 16–18 de mayo de 2014       |
| Fase de grupos | Fecha 2     | 29 de abril de 2014                            | 23–25 de mayo de 2014            | 23–25 de mayo de 2014       |
| Fase de grupos | Fecha 3     | 29 de abril de 2014                            | 6–8 de junio de 2014             | 6–8 de junio de 2014        |
| Fase de grupos | Fecha 4     | 29 de abril de 2014                            | 25–27 de julio de 2014           | 25–27 de julio de 2014      |
| Fase de grupos | Fecha 5     | 29 de abril de 2014                            | 8–10 de agosto de 2014           | 8–10 de agosto de 2014      |
| Fase de grupos | Fecha 6     | 29 de abril de 2014                            | 22–24 de agosto de 2014          | 22–24 de agosto de 2014     |
| Fase Final     | Semifinales | 29 de abril de 2014                            | 19–21 de septiembre de 2014      | 26–28 de septiembre de 2014 |
| Fase Final     | Final       | 29 de abril de 2014                            | 28–30 de noviembre de 20141      | 5–7 de diciembre de 20141   |

1- Las fechas pueden cambiar.

## Fase Clasificatoria
El sorteo de esta fase se realizó el 16 de diciembre del 2013.
Esta fase se juega a partidos de eliminación directa, en donde en caso de empate en el global se utilizará como primer criterio de desempate la regla del gol de visitante, y de continuar el empate se realizarán penales (no habrá tiempo extra).

### Ronda Preliminar
| Equipo 1           | Agr.        | Equipo 2             | Ida | Vuelta |
| ------------------ | ----------- | -------------------- | --- | ------ |
| Al-Malakia         | 1-5         | CARA Brazzaville     | 0-1 | 1-4    |
| AFC Leopards       | 4-1         | Defence Force SC     | 2-0 | 2-1    |
| SuperSport United  | 3-0         | Gaborone United      | 2-0 | 1-0    |
| AS Kigali          | 2-1         | Académie Tchité      | 1-0 | 1-1    |
| Difaa El Jadida    | 1-0         | AS SONABEL           | 1-0 | 0-0    |
| RSLAF              | 0-3         | GAMTEL               | 0-1 | 0-2    |
| The Panthers       | 1-4         | Medeama              | 1-2 | 0-2    |
| Azam               | 1-2         | Ferroviário da Beira | 1-0 | 0-2    |
| St Michel United   | 3-3 (7-6 p) | ASSM Elgeco Plus     | 2-1 | 1-2    |
| How Mine           | 6-1         | Chuoni               | 4-0 | 2-1    |
| Kondzo             | 3-3 (v)     | Yong Sports Academy  | 2-0 | 1-3    |
| AS NIGELEC         | 3-4         | CS Constantine       | 2-0 | 1-4    |
| Red Lions FC       | w.o.1       | Estrela de Cantanhez |     |        |
| Al-Ahly Tripoli    | 1-2         | COB                  | 1-1 | 0-1    |
| Al-Ahli Atbara     | 1-1 (v)     | MK Etanchéité        | 1-1 | 0-0    |
| African Stars      | 2-3         | Petro de Luanda      | 2-0 | 0-3    |
| Ebusua Dwarfs      | 1-0         | ASC Diaraf           | 1-0 | 0-0    |
| AS Douanes de Lomé | 3-1         | CI Kamsar            | 2-0 | 1-1    |
| CS Don Bosco       | 3-1         | Victoria University  | 3-0 | 0-1    |
| Union Douala       | 4-2         | Aslad Moundou        | 3-0 | 1-2    |
| CF Mounana         | 3-4         | Desportivo da Huíla  | 3-1 | 0-3    |

1- Estrela de Cantanhez se retiró del torneo.

### Primera Ronda
| Equipo 1             | Agr.        | Equipo 2         | Ida | Vuelta |
| -------------------- | ----------- | ---------------- | --- | ------ |
| CARA Brazzaville     | 1-3         | Étoile du Sahel  | 1-0 | 0-3    |
| SuperSport United    | 4-2         | AFC Leopards     | 2-0 | 2-2    |
| AS Kigali            | (5-4 p) 1-1 | Al-Ahly Shendi   | 1-0 | 0-1    |
| GAMTEL               | 0-6         | Difaa El Jadida  | 0-2 | 0-4    |
| Medeama              | 4-2         | MAS Fez          | 3-0 | 1-2    |
| Ferroviário da Beira | 0-1         | ZESCO United     | 0-0 | 0-1    |
| How Mine             | 6-4         | St Michel United | 5-1 | 1-3    |
| Kondzo               | 0-2         | Bayelsa United   | 0-0 | 0-2    |
| Red Lions FC         | 0-3         | CS Constantine   | 0-1 | 0-2    |
| COB                  | 1-3         | ASEC Mimosas     | 0-2 | 1-1    |
| MK Etanchéité        | 0-0 (3-4 p) | Ismaily          | 0-0 | 0-0    |
| Ebusua Dwarfs        | 2-4         | Petro de Luanda  | 2-0 | 0-4    |
| AS Douanes de Lomé   | 1-3         | Wadi Degla       | 1-1 | 0-2    |
| CS Don Bosco         | 2-2 v       | Djoliba          | 2-1 | 0-1    |
| Union Douala         | 3-4         | Warri Wolves     | 2-3 | 1-1    |
| Desportivo da Huíla  | 0-3         | CA Bizertin      | 0-1 | 0-2    |

### Segunda Ronda
| Equipo 1        | Agr.        | Equipo 2          | Ida | Vuelta |
| --------------- | ----------- | ----------------- | --- | ------ |
| Étoile du Sahel | 5–1         | SuperSport United | 1-0 | 4-1    |
| AS Kigali       | 1–3         | Difaa El Jadida   | 1-0 | 0-3    |
| Medeama         | 2–1         | ZESCO United      | 2-0 | 0-1    |
| How Mine        | 2–3         | Bayelsa United    | 2-1 | 0-2    |
| CS Constantine  | 1–6         | ASEC Mimosas      | 1-0 | 0-6    |
| Ismaily         | 0–1         | Petro de Luanda   | 0-0 | 0-1    |
| Wadi Degla      | 2–2 (4-5 p) | Djoliba           | 2-0 | 0-2    |
| Warri Wolves    | 1–2         | CA Bizertin       | 0-0 | 1-2    |

### Play-Off
El sorteo de esta ronda se realizó el 1 de abril del 2014, en donde los clasificados de la segunda ronda enfrentarán a los perdedores de la segunda ronda de la Liga de Campeones de la CAF 2014.
Perdedores de la Segunda Ronda de la Liga de Campeones de la CAF 2014.
| - Séwé Sports - Al-Ahly - Kaizer Chiefs - Horoya | - Coton Sport - Real Bamako - Nkana - Léopards de Dolisie |

| Equipo 1            | Agr.         | Equipo 2        | Ida | Vuelta |
| ------------------- | ------------ | --------------- | --- | ------ |
| Léopards de Dolisie | (5-4 p.) 2-2 | Medeama         | 2-0 | 0-2    |
| Kaizer Chiefs       | 1-3          | ASEC Mimosas    | 1-2 | 0-1    |
| Coton Sport         | 4-3          | Petro de Luanda | 2-1 | 2-2    |
| Horoya              | 0-1          | Étoile du Sahel | 0-0 | 0-1    |
| Séwé Sports         | 3-0          | Bayelsa United  | 2-0 | 1-0    |
| Nkana               | (v.) 1-1     | Bizertin        | 0-0 | 1-1    |
| Real Bamako         | 2-1          | Djoliba         | 2-1 | 0-0    |
| Al-Ahly             | (v.) 2-2     | Difaa El Jadida | 1-0 | 1-2    |

## Fase de grupos
El sorteo de los grupos se realizó el 29 de abril del 2014, en donde los 8 clasificados fueron emparejados en 2 grupos de 4 equipos, los cuales jugaron todos contra todos a visita recíproca; y los 2 mejores equipos de cada grupo clasificaron a las semifinales.
Los criterios de desempate son los siguientes:
1. Puntos obtenidos entre los clubes involucrados (diferencia particular)
2. Gol diferencia entre los equipos involucrados
3. Away goals entre los equipos involucrados
4. Gol diferencia en la fase de grupos
5. Goles anotados en la fase de grupos

### Grupo A
| Pos. | Equipo         | Pts. | PJ | G | E | P | GF | GC | Dif. | Clasificación |     | LEO | COT | RBA | MIM |
| ---- | -------------- | ---- | -- | - | - | - | -- | -- | ---- | ------------- | --- | --- | --- | --- | --- |
| 1    | AC Léopards    | 11   | 6  | 3 | 2 | 1 | 11 | 4  | +7   | Semifinales   |     |     | 0–0 | 1–2 | 4–1 |
| 2    | Coton Sport    | 11   | 6  | 3 | 2 | 1 | 8  | 9  | −1   | Semifinales   |     | 0–4 |     | 2–1 | 2–1 |
| 3    | AS Real Bamako | 6    | 6  | 1 | 3 | 2 | 6  | 7  | −1   |               |     | 1–2 | 1–1 |     | 1–1 |
| 4    | ASEC Mimosas   | 3    | 6  | 0 | 3 | 3 | 5  | 10 | −5   |               | 0–0 | 2–3 | 0–0 |     |     |

 Fuente: 
Notas:
1. 1 2  AC Léopards superó a Coton Sport en el enfrentamiento directo.

### Grupo B
| Pos. | Equipo          | Pts. | PJ | G | E | P | GF | GC | Dif. | Clasificación |     | AHL | SEW | NKA | ESS |
| ---- | --------------- | ---- | -- | - | - | - | -- | -- | ---- | ------------- | --- | --- | --- | --- | --- |
| 1    | Al-Ahly         | 9    | 6  | 2 | 3 | 1 | 5  | 3  | +2   | Semifinales   |     |     | 1–0 | 2–0 | 0–0 |
| 2    | Séwé Sport      | 9    | 6  | 2 | 3 | 1 | 7  | 4  | +3   | Semifinales   |     | 1–1 |     | 3–0 | 1–1 |
| 3    | Nkana           | 7    | 6  | 2 | 1 | 3 | 9  | 13 | −4   |               |     | 1–0 | 1–1 |     | 4–3 |
| 4    | Étoile du Sahel | 6    | 6  | 1 | 3 | 2 | 9  | 10 | −1   |               | 1–1 | 0–1 | 4–3 |     |     |

 Fuente: 
Notas:
1. 1 2  Al-Ahly superó a Séwé Sport en el enfrentamiento directo.

## Fase Final
Se jugará bajo un sistema de eliminación directa con partidos ida y vuelta. En caso de empate en el marcador global, se recurrirá a la regla del gol de visitante; y de persistir el empate se irá directamente a los penales (no se jugarán los tiempos extra).

### Semifinales
En las semifinales, el ganador del Grupo A jugará con el segundo lugar del Grupo B, y el ganador del Grupo B jugará con el segundo lugar del Grupo A, en donde los vencedores de cada grupo tendrán la ventaja de cerrar las series en casa.
| Equipo 1    | Agr. | Equipo 2    | Ida | Vuelta |
| ----------- | ---- | ----------- | --- | ------ |
| Séwé Sports | 1-0  | AC Léopards | 1-0 | 0-0    |
| Coton Sport | 1-3  | Al-Ahly     | 0-1 | 1-2    |

### Final
En la final el orden de los partidos se determinará por un sorteo.

### Ida
| 29-11-2014 | Séwé Sport                     | 2–1     | Al-Ahly       | Stade Robert Champroux, Abiyán                                |                                                               |
|            | Kouamé 24' (pen.) · Assalé 81' | Reporte | Trezeguet 59' | Asistencia: 5,000 espectadores Árbitro(s): Eric Otogo-Castane | Asistencia: 5,000 espectadores Árbitro(s): Eric Otogo-Castane |

### Vuelta
| 6-12-2014                                       | Al-Ahly      | 1–0 (Global 2-2) | Séwé Sport | Cairo International Stadium, El Cairo                               |                                                                     |
|                                                 | Moteab 90+6' | Reporte          |            | Asistencia: 55,000 espectadores Árbitro(s): Rajindraparsad Seechurn | Asistencia: 55,000 espectadores Árbitro(s): Rajindraparsad Seechurn |
| Al-Ahly ganó por la regla del gol de visitante. |              |                  |            |                                                                     |                                                                     |

## Campeón
|                   |
| Bandera de Egipto |
| Campeón Al-Ahly   |
| 1.° título        |